# Cadillac DeVille

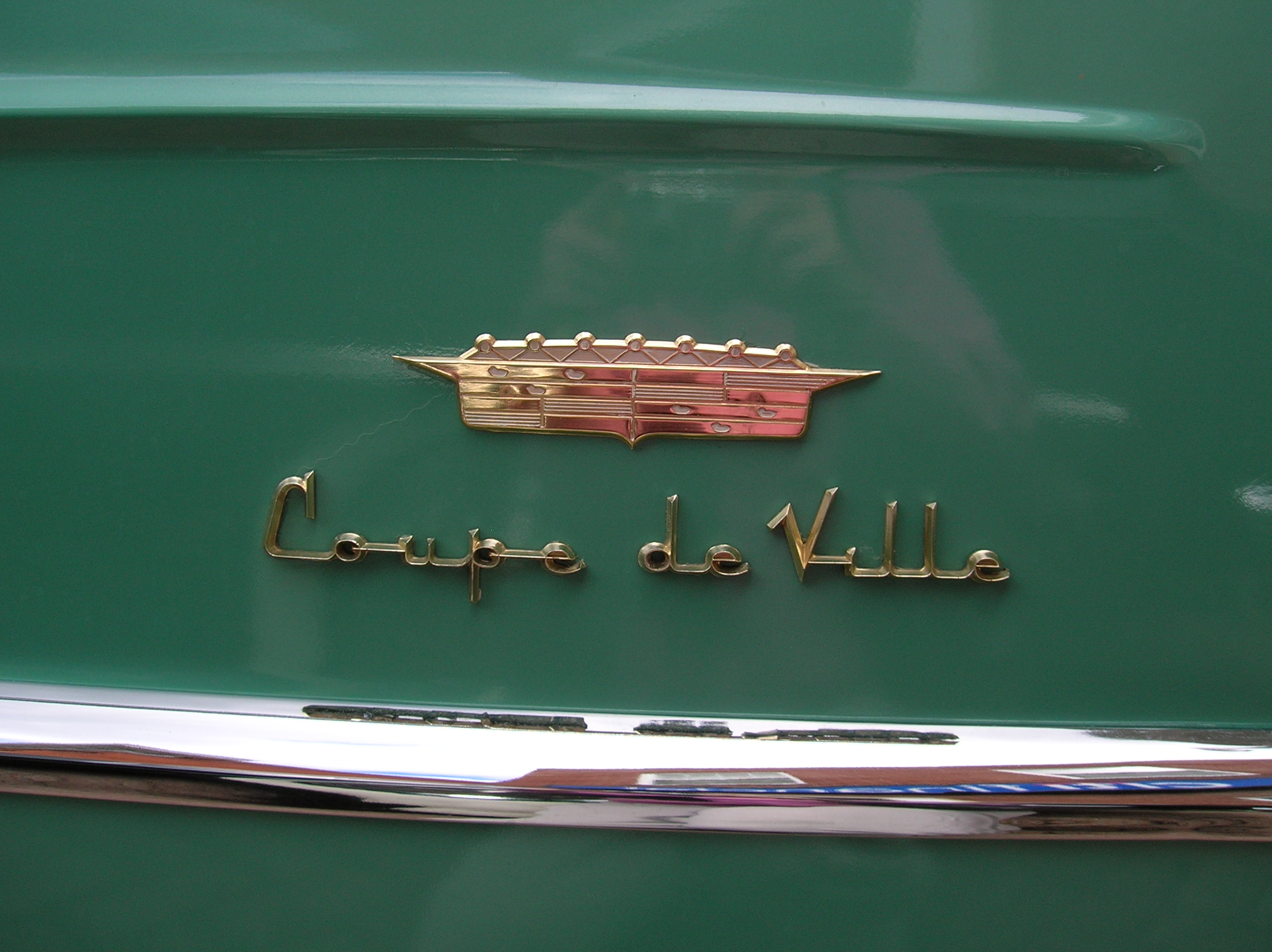
Credenciales de De Ville en 1956

Cadillac DeVille es una línea de automóviles de lujo de gran tamaño con motor v8 desarrollados por Cadillac. Esta línea abarcó más de cincuenta años (desde 1959 hasta 2005), incluyendo berlinas (Sedan De Ville) o cupés (Cupé De Ville). También existió en determinadas ocasiones una versión convertible (Cabriolet).
Esta línea sustituyó al Cadillac Series 62 y sería reemplazada por el Cadillac DTS, que heredó parte de la nomenclatura (DeVille Touring Sedan).

## Etimología
De Ville, nombre derivado del francés significa de ciudad. En el estilo de construcción de automóviles francés, un cupé de ville, del término francés cupé (que significa recortado) es decir, acortar o reducir, era un automóvil corto de cuatro ruedas cerrado con un asiento interior para dos y un asiento exterior para el conductor. Cabe decir que era más pequeño porque estaba destinado para su uso en la ciudad (de ahí viene lo de De Ville). Una limusina (no achaflanada) o (en los Estados Unidos) un automóvil urbano tiene una división entre el pasajero y el compartimiento del conductor y si el asiento del conductor está afuera, se le puede llamar sedan de ville o automóvil urbano.

## Historia
A continuación se mostrará la historia del DeVille a través de intervalos de tiempo, teniendo en cuenta las nuevas generaciones del modelo o los rediseños/lavados de cara.
El primer Cadillac "Cupé de Ville" se mostró durante el Motorama de 1949. Fue construido sobre un chasis del Sixty Special y presentaban tomas de aire simuladas, molduras de cromo alrededor de las aberturas de las ruedas delanteras, y un parabrisas de una pieza y vidrio trasero. El interior era negro y estaba tapizado en cuero gris, incluido el techo interior, para combinar con el color del techo. Cabe decir que también estaba equipado con un teléfono en la guantera, un tocador y un bloc de notas en el apoyabrazos trasero, ventanas eléctricas y molduras interiores de cromo decorativas.
El prototipo "Cupé de Ville" fue utilizado hasta 1957 por el presidente de General Motors de aquel entonces, Charles E. Wilson, cuando se lo traspasó a su secretario. En algún momento durante este período posterior adquirió un techo Vicodec oscuro. El prototipo del "Cupé de Ville" fue encontrado de nuevo y bellamente restaurado en la segunda década del Nuevo Milenio; durante la temporada 2016-17 perteneció a una colección privada localizada en Londres, Ontario, Canadá.

### 1959-1960

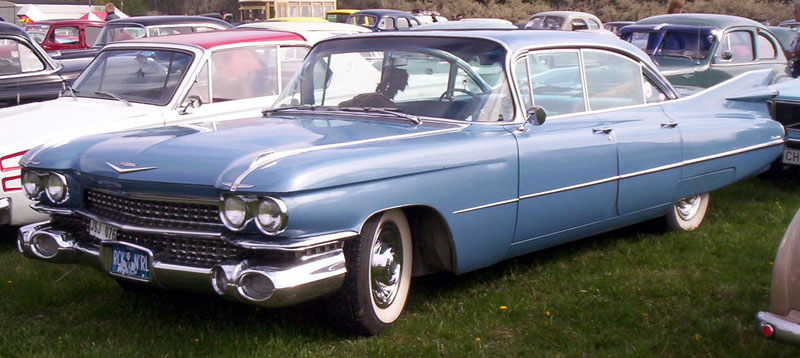
Cadillac Sedan de Ville (1959-1960)

El Cadillac DeVille de 1959 es recordado por sus enormes aletas traseras, equipadas con luces de doble cola de bala, dos líneas en el techo distintivas y configuraciones en el pilar del techo, los nuevos patrones de la parrilla con forma de diamante y diversas tapas embellecedoras.
La Serie 62 tiene una versión llamada Serie 6200, el DeVille y Eldorado pasan a llamarse la Serie 6300 y la Serie 6400.
Tenía un motor de 6.4 L (390 plgs³) con unos 325 HP (242 kilovatios) de potencia.

### 1961-1964

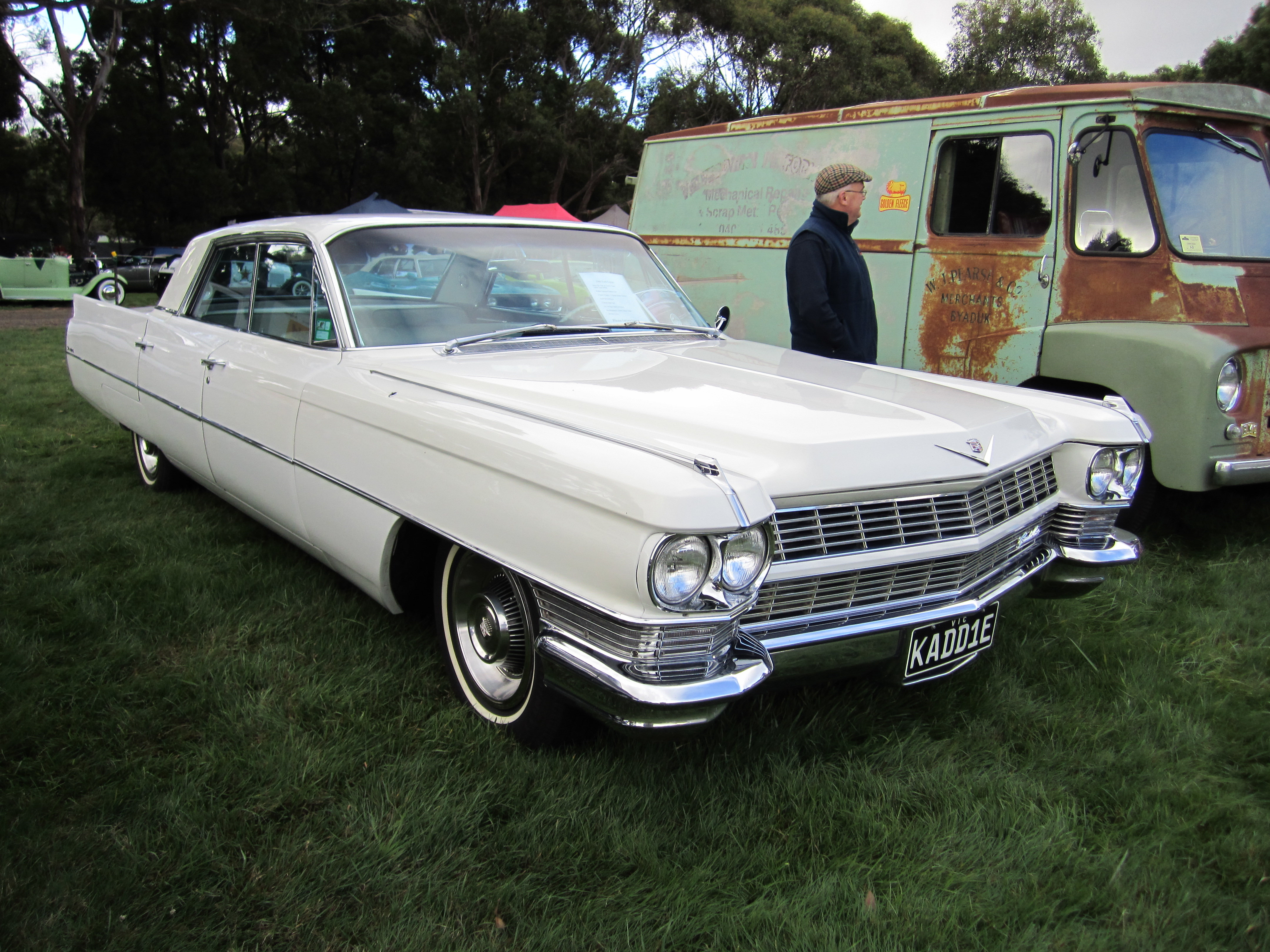
Cadillac Sedan de Ville (1961-1964)

Este modelo fue rediseñado para el año 1961 incluyendo una parrilla inclinada hacia atrás donde se insertaban los faros dobles. Los modelos de la serie De Ville destacaban por los guiones de designación delanteros y un cuerpo inferior "talón" adornado con una fina moldura, desde la apertura de la rueda delantera hasta la parte trasera del coche. El equipo estándar incluía servofreno, dirección asistida, transmisión automática, luces traseras dobles, limpiador de parabrisas, limpiaparabrisas de doble velocidad, tapacubos, espejo retrovisor exterior, espejo de cortesía, ventanas y asientos eléctricos de 2 vías. Muelles helicoidales delanteros y traseros de goma reemplazaron al sistema de suspensión de aire por propensos problemas. Los sistemas de inducción de cuatro gargantas eran ahora la única opción de alimentación y el escape doble ya no estaban disponible. Un nuevo cuatro puertas sedán Town de techo duro de corta adornada apareció a mitad de temporada.
Un leve retoque de su aspecto exterior según las tendencias de estilo de Cadillac para 1962, supuso la aparición de una parrilla más plana con una barra central horizontal más gruesa y una inserción rayada más delicada. El panel embellecedor cromado acanalado, que estaba delante de las ruedas delanteras, en 1961, estaban ahora reemplazados por luces angulares. El guardabarros del anterior diseño y algunos emblemas de identificación fueron eliminados. El parachoques delantero ahora alojaba las luces de estacionamiento rectangulares. Las luces traseras fueron insertadas en las góndolas verticales acabadas con un pico en ángulo en el centro. Un panel embellecedor trasero verticalmente acanalado se añadió al cierre de la tapa de la cubierta. La palabra Cadillac también apareció en el lado inferior izquierdo de la parrilla del radiador.
En comparación con el modelo de 1963, aparte de ser casi igual, es que entonces los guardabarros delanteros medían 4,625 cm (1,8 pulgadas) más hacia delante que en 1962. El motor creció hasta los 7,0 L (429 plgs³), con 340 HP (254 kilovatios) disponibles. Las mejoras de rendimiento del nuevo motor se mostraron mejor en el rango inferior, a velocidades comprendidas entre 20 y 50 mph. Una nueva característica técnica fue la transmisión Turbo-Hydramatic, que también se utilizó en otros modelos como el Eldorado y el Sixty Special. La palabra De Ville estaba situada por encima de la moldura inferior, que continuó siendo un identificador. Este fue el primer año de producción para la versión convertible del De Ville. Sus ventas alcanzaron 110.379 unidades, lo que representa cerca de dos tercios de todos los Cadillacs vendidos.

### 1965-1970

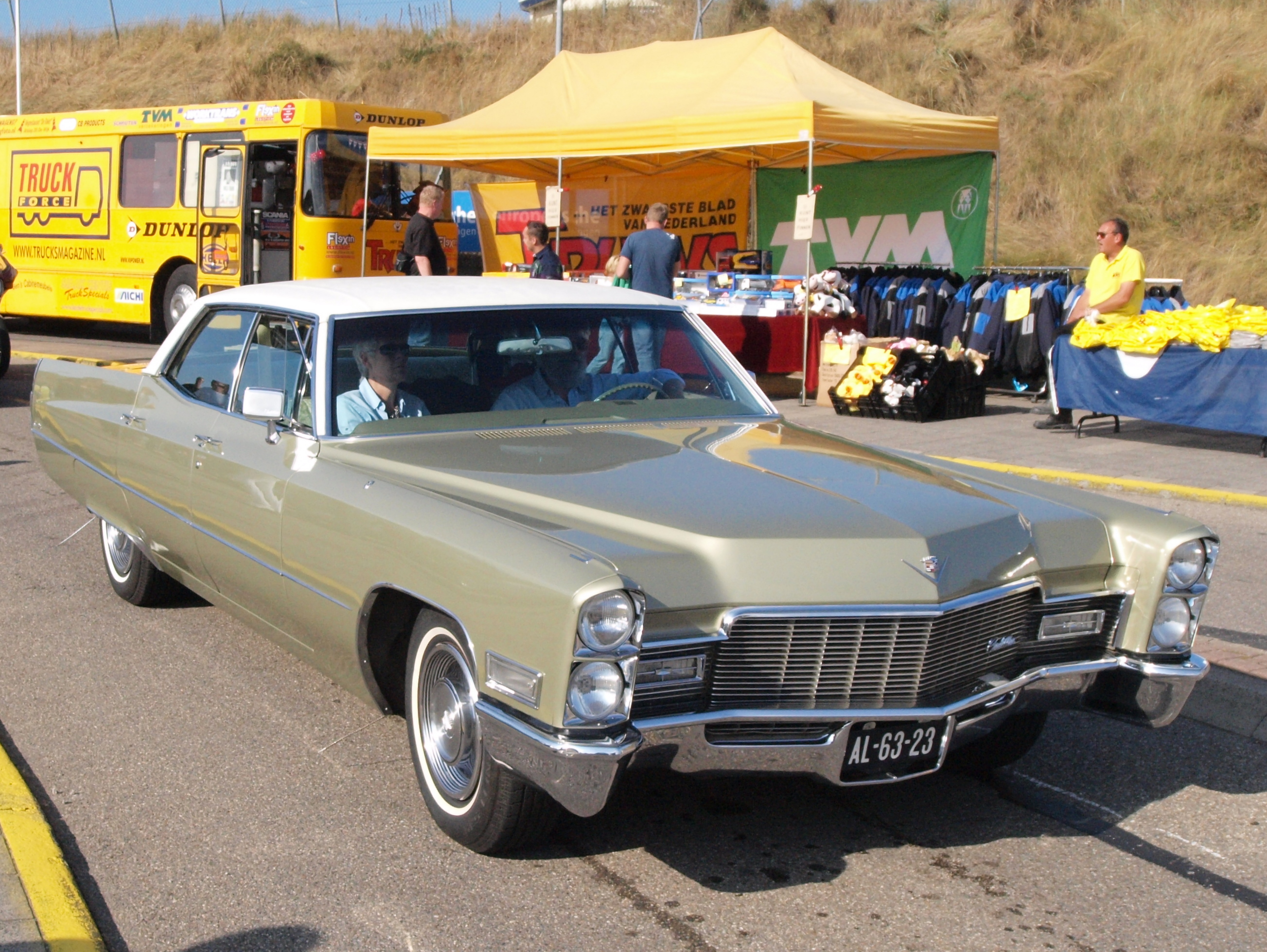
Cadillac Sedan de Ville (1965-1970)

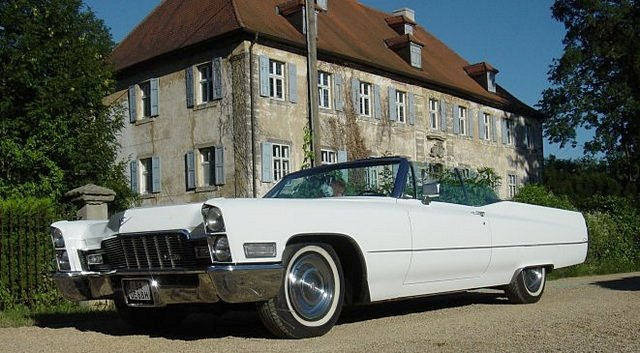
Versión convertible del DeVille (del año 1968)

Rediseñado en 1965, su distancia entre ejes pasó a ser de 3290 mm (129,5 pulgadas). Los alerones traseros estaban inclinados ligeramente hacia abajo y las líneas de la carrocería, claramente definidas, modificaban el anterior aspecto redondeado. También eran nuevos un parachoques trasero recto y los grupos de faros verticales. Los pares de los faros cambiaron de horizontal a vertical, permitiendo de este modo una rejilla más amplia. Unas ventanas laterales sin marco curvas aparecieron junto con la luna trasera de vidrio templado. Entre las nuevas características para la edición estándar se incluyeron luces en el portaequipajes, guantera y compartimentos de pasajeros traseros y delanteros y con la adición de cinturones de seguridad traseros. En referencia a las motorizaciones, en 1968, el motor V8 que desarrollaba 340 HP (254 kilovatios) con 7030 cm³ de cilindrada (429 plgs³), se incrementó a unos 7730 cm³ de cilindrada (472 plgs³). La estructura perimetral permitió el reposicionamiento del motor 6 pulgadas (152,4 mm) hacia adelante en el bastidor, lo que disminuyó el espacio ocupado por la transmisión en el habitáculo y permitió aumentar el espacio interior. Los sedanes con pilares aparecieron en la serie De Ville, por primera vez, mientras que se retiraron en el resto de modelos la ventana practicada en el techo duro. Un techo de vinilo acolchado era una opción con un costo adicional de 121 dólares en el modelo de techo duro. Los cuatro modelos de De Ville tenían pequeñas placas de identificación en los extremos de sus aletas traseras, justo por encima de la moldura lateral cromada.
En 1966 los cambios incluyeron una malla algo más gruesa para el relleno de la parrilla del radiador, que ahora estaba dividido por una barra de mayor anchura. Aros de metal brillante adornaban las luces de estacionamiento rectangulares en los extremos exteriores. En general, había menos cromados en todos los modelos de Cadillac de este año.
El De Ville salido en 1967 fue ampliamente rediseñado. Se adoptó un estilo con elementos prominentes, incorporándose un frontal inclinado hacia delante, con las líneas de la carrocería biseladas, y se redefinieron los guardabarros traseros. El ancho completo, "estaba flanqueado por los faros dobles apilados, por tercer año consecutivo. El relleno de la parrilla cuadrada destacaba sus elementos verticales, estando integrada con las defensas delanteras. Las luces de estacionamiento rectangulares se situaron en los bordes exteriores de la parrilla. Las revisiones de estilo del extremo trasero se destacaron por paneles de metal dividiendo las luces traseras y un parachoques pintado. El Cupé de Ville tenía una nueva línea de techo, inspirada por el modelo de exposición Florentine, creado para la Feria Mundial de Nueva York de 1964, que daba a los pasajeros más privacidad en los asientos traseros. Las variaciones del ajuste de menor importancia e interiores ligeramente más ricos separaron al De Ville del Calais. Emblemas cromados con el nombre de la firma al estilo Tiffany se añadieron de nuevo por encima de la moldura lateral de la carrocería en los guardabarros traseros. Nuevas características estándar del De Ville incluyeron el espejo retrovisor antideslumbramiento, reloj eléctrico, control de temperatura automático, tablero acolchado, sistema de advertencia de peligro, los retractores ocultos de los cinturones de seguridad y unos encendedores traseros en todos los modelos.
En 1968 recibió una parrilla con una malla más fina, contribuyendo a que la sección exterior que mantenía las luces de estacionamiento rectangulares se situara solo un poco más alta que antes.
El modelo de 1969 recibió una imagen al estilo Eldorado viéndose sobre todo en el guardabarros delantero.
En 1970 un lavado de cara incluyó una parrilla con 13 láminas verticales fijadas contra una abertura rectangular delicadamente rayada. Un total de 181.719 DeVille fueron vendidos.

### 1971-1976

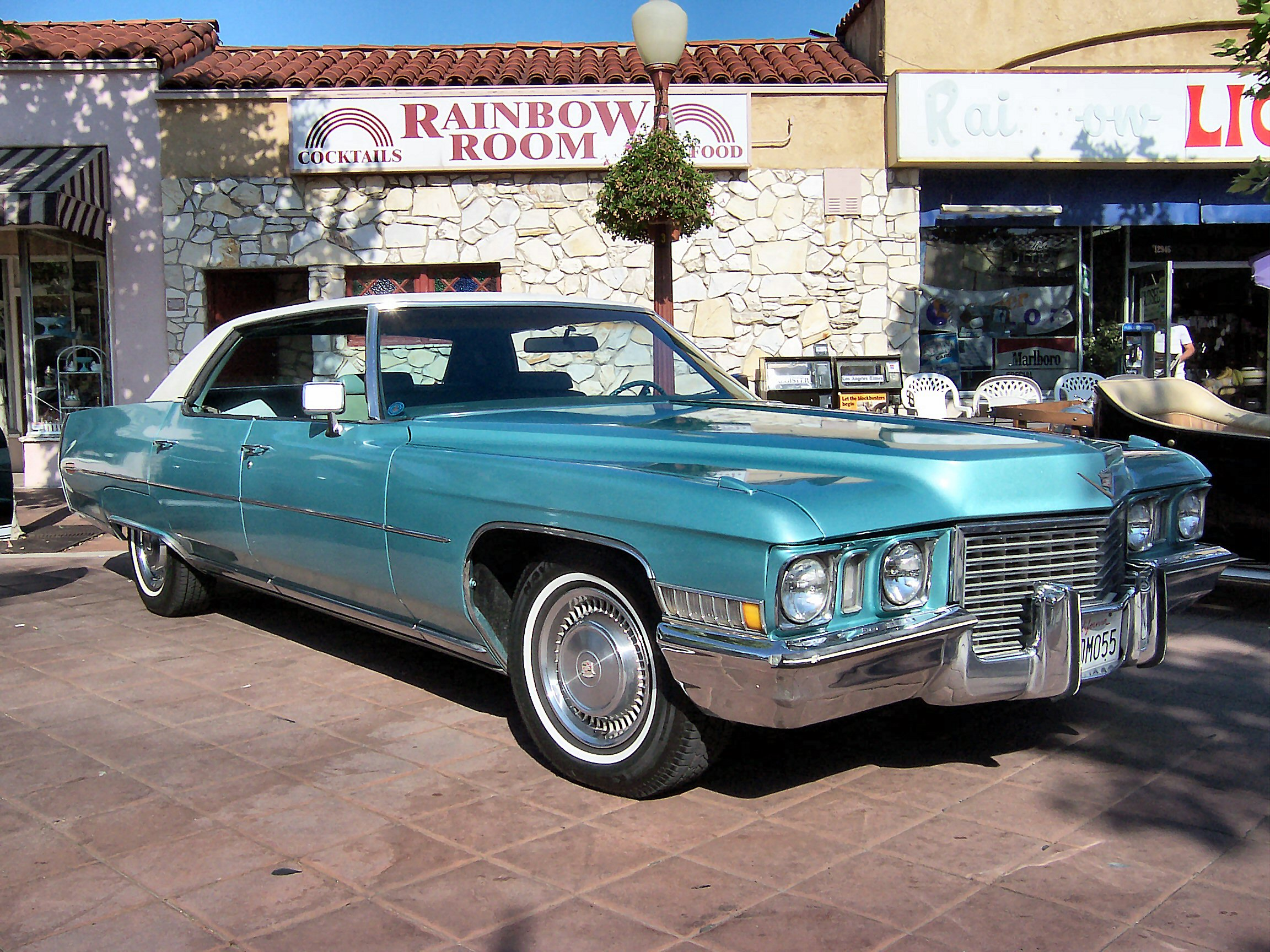
Cadillac Sedán de Ville (1971-1972)

Al igual que con todas las líneas de tamaño completo de GM, el De Ville fue rediseñado para 1971. Las nuevas carrocerías de tamaño completo de GM, con 64,3 pulgadas (163,3 cm) de espacio a la altura de los hombros en las plazas delanteras (62,1 pulgadas (157,7 cm) en los Cadillac) y 63,4 pulgadas (161 cm) de espacio para las plazas traseras (64 pulgadas (162,6 cm) en los Cadillac) suponía un récord que no volvería a alcanzar ningún coche hasta los modelos de GM de tracción trasera de tamaño completo de la primera mitad de la década de 1990. Los pares de faros cuadrados alojados individualmente se colocaron más separados. La parrilla en forma de V tenía un inserto estilo eggcrate (entramado) y estaba protegido por unas enormes defensas verticales que enmarcaban una placa rectangular retranqueada hacia adentro.

### 1977-1984

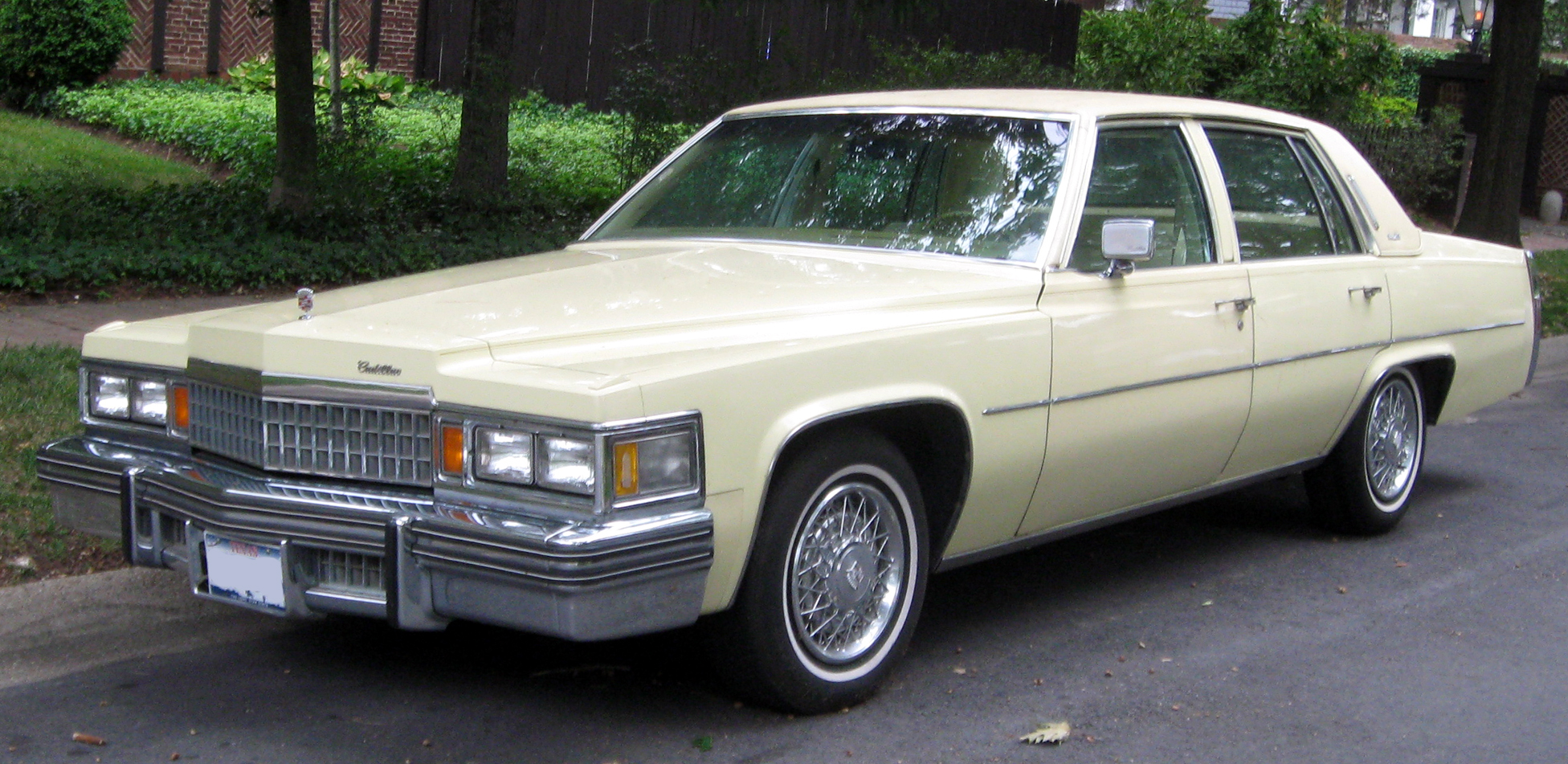
Cadillac Sedan de Ville (1977-1984)

En 1977 se celebró el 75 aniversario de Cadillac, y esta vez el diseño de los cupés y sedanes De Ville corrió a cargo de Bill Mitchell. Estos nuevos coches incluyeron una línea de techo más alta, lo que se tradujo en un vehículo que era más de 9 pulgadas (22,9 cm) más corto, 4 centímetros (1,6 plg) más estrecho, y 1/2 tonelada más ligero que el modelo del año anterior, pero con un gran habitáculo y más espacio para la cabeza y las piernas. Estos fueron también la primera serie de De Villes en ser comercializados sin faldones guardabarros sobre las ruedas traseras. El V8 de 8,2 L (500 plgs³) que producía 190 HP (142 kilovatios), fue reemplazado en 1977 por una variante V8 de diseño similar de 7,0 L (425 plgs³), con 180 HP (134 kilovatios).
Para 1977, la línea incluyó el Cupé de Ville de dos puertas (9654 $) y de cuatro puertas Sedan de Ville (9864 $). El paquete Elegance (650 $), una opción de revestido interior procedente de la generación anterior de De Villes, continuó para ambos modelos. Las luces traseras envolventes de tres lados eran una característica casi exclusiva de 1977 (aunque volverían a aparecer en 1987). La opción del Cupé de Ville llamado popularmente "Cabriolet", con un precio de 348 $, incluía la parte trasera del techo acolchada con vinilo y lámparas de posición en los pilares traseros de la capota. Una versión opcional del motor estándar de 7,0 L con inyección de combustible electrónica, con una adición de 15 HP (11 kilovatios), estaba disponible por 647 $ más. Las cifras de ventas fueron de 138.750 unidades para el modelo Cupé de Ville y de 95.421 unidades para el modelo Sedan de Ville, estableciendo un récord de ventas con un total de 234.171 unidades del De Ville vendidas.
A continuación se muestra una tabla de motores:
| Años      | Motor         | Cilindrada        | Potencia                | Par                 |
| --------- | ------------- | ----------------- | ----------------------- | ------------------- |
| 1981–1982 | Buick V6      | 4.1 L (252 plgs³) | 125 HP (93 kilovatios)  | 205 lb·ft (278 N·m) |
| 1982–1984 | HT-4100 V8    | 4.1 L (250 plgs³) | 135 HP (101 kilovatios) | 190 lb·ft (260 N·m) |
| 1980–1984 | LF9 Diésel V8 | 5.7 L (350 plgs³) | 105 HP (78 kilovatios)  | 205 lb·ft (278 N·m) |
| 1980–1981 | L62 V8-6-4 V8 | 6.0 L (368 plgs³) | 145 HP (108 kilovatios) | 270 lb·ft (370 N·m) |
| 1977–1979 | L33 V8        | 7.0 L (425 plgs³) | 180 HP (134 kilovatios) | 320 lb·ft (430 N·m) |
| 1977–1979 | L35 V8        | 7.0 L (425 plgs³) | 195 HP (145 kilovatios) | 320 lb·ft (430 N·m) |

### 1985-1993

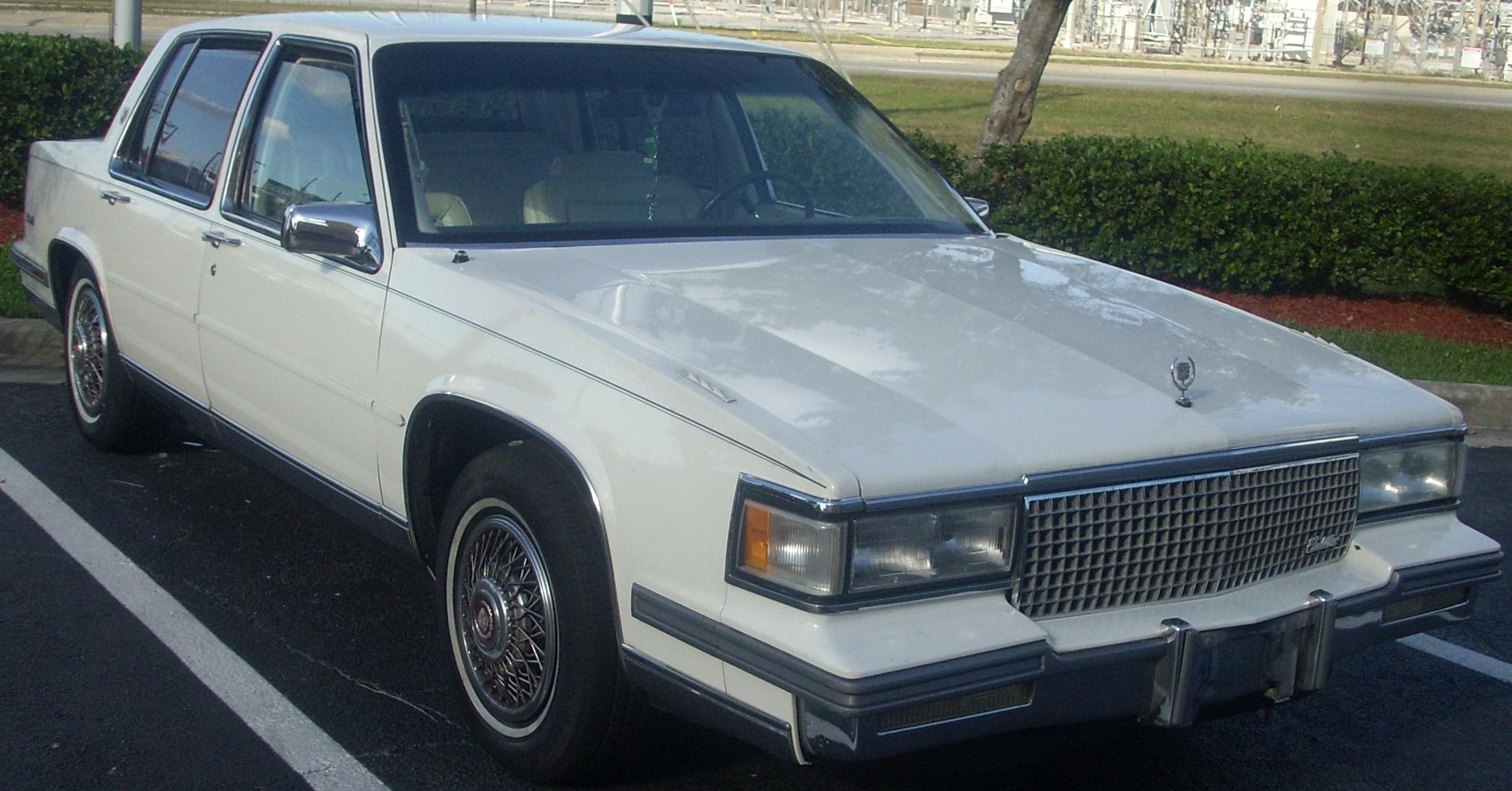
Cadillac DeVille (1985-1993)

Para el año de 1985, el DeVille pasó a utilizar la plataforma de carrocería C FWD de General Motors. La variante Fleetwood se añadió al inicio de la producción y compartía el nuevo sistema de ruedas delanteras de la plataforma y la mayoría de las dimensiones de los DeVille (la nomenclatura Fleetwood Brougham permaneció en el chasis de tracción trasera en el coche a través de los modelos del año 1992). La producción de la nueva Carrocería C comenzó en diciembre de 1983 en la planta de la fábrica de Orion en Township, Míchigan. Una versión cupé Fleetwood de tracción delantera, se unió más tarde a la gama en el ciclo de producción.
El Cadillac HT-4100 V8 siguió siendo el único motor, montado transversalmente y junto con una caja de cambios 440-T4 automática. También fue Cadillac la única línea de GM que ofrecía un motor V8, ya que Buick ofrecía motores 3.0 L o 3.8 L para el año 1985, pero al final solo quedaría disponible el V6 de 4.3 L de origen Oldsmobile.
En 1985, se llegaron a vender 200.000 unidades de este modelo. En 1986 ya estuvo disponible un sistema de antibloqueo de frenos (ABS), que con un retrovisor interior electrocrómico, y un teléfono celular instalado de fábrica se unieron a la lista de opciones por 2850 $. La rueda de repuesto estándar, con el fin de ahorrar espacio, se colocó en posición horizontal en el maletero. Las llantas de aluminio opcionales tenían unas nuevas tapas centrales enrasadas, y las bandas de goma de los parachoques cambiaron de color negro a gris. Tomada prestada de la línea Fleetwood de tracción delantera, la moldura lateral estrecha de la parte inferior de la carrocería del DeVille 1985 fue reemplazada por una considerablemente más ancha, y el borde de la moldura de la ventana trasera le dio la apariencia formal de una abertura de ventana más pequeña. En el interior, se aplicó un aspecto más personalizado al tapizado del asiento. La popular opción descapotable del Coupe de Ville, con una cubierta de vinilo acolchado sobre la mitad trasera del techo, tenía un precio de 698 $. El precio del Cupé de Ville era de 19.669 $, mientras que el Sedan de Ville costaba 19.990 $. El Cadillac V-8 de 4,1 litros con montado transversalmente se mantuvo como en el año anterior, pero con 5 HP (3,7 kilovatios) más.
Introducidos en 1986, el Touring Sedan y Touring Cupé de Cadillac se basaban en el estándar de Ville, pero incluían extras como un sutil alerón trasero sobre la tapa del maletero, biseles con el color de carrocería de las luces traseras, faldón delantero con faros antiniebla, reposacabezas de los asientos traseros, tapicería de cuero, y un paquete de mejora del rendimiento, entre otras características. El paquete estaba disponible por 2880 $. Además, en la edición Touring se incluyeron persianas decorativas extraíbles en el lado posterior de las ventanas laterales.
El año 1987 vio un nuevo diseño de la parte delantera que incluía luces de esquina revisadas en el frente y faros compuestos de una sola pieza flanqueados por una rejilla en forma de trapecio con una atrevida textura que recordaba una caja de huevos. Las tapas de los guardabarros alargadas estaban en la parte trasera, lo que aumentaba la longitud total en una pulgada y media, pero su apariencia era mucho más espectacular, con las nuevas luces traseras envolventes. Este nuevo estilo de luz trasera de tres lados se inspiró en un diseño utilizado en el DeVille de 1977. A diferencia de los nuevos faros delanteros de una pieza, los cambios en la parte trasera tuvieron poco que ver con la ingeniería, sino más bien con los comentarios de muchos de los clientes de Cadillac, que pensaban que el modelo de 1985-86 parecía demasiado corto. Aunque la renovación de 1987 todavía era bastante similar al modelo de 1986 (tanto que todavía usaba la plataforma del año anterior), el diseño estaba más en sintonía con el aspecto al que estaban acostumbrados los compradores tradicionales de Cadillac.
Los precios en 1987 eran de 21.316 $ para el Cupé de Ville y de 21.659 $ para el Sedan de Ville. Los Fleetwood d'Elegance costaban 26.104 $, y el nuevo Fleetwood Sixty-Special estaba disponible por 34.850 $. La opción Touring, con un precio de 2880 $ adicionales sobre el costo base del DeVille, también incluía llantas de aluminio equipadas con neumáticos Goodyear Eagle GT de 15 pulgadas (38,1 cm). Al final del año 1988, Cadillac descontinuó los modelos Touring Cupé y Sedan basados en el DeVille, aunque el de cuatro puertas regresaría en 1992.

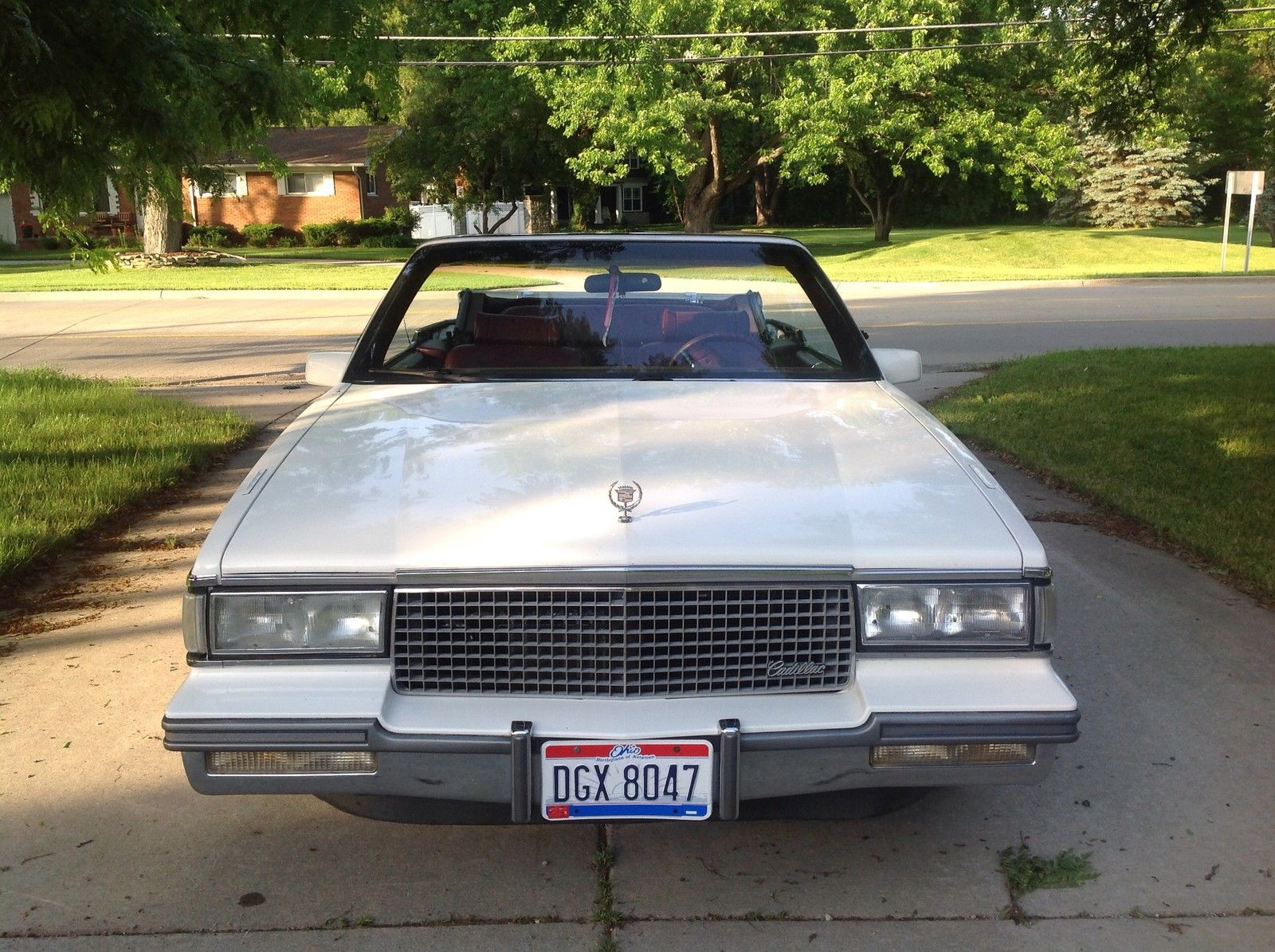
DeVille convertible de 1988

En 1988 se hicieron varios cambios cosméticos, incluso en el equipo estándar, como incluir la columna de dirección ajustable en varias posiciones, volante telescópico, una mejor apertura del maletero, banco de los asientos delanteros dividido, control de crucero y limpiaparabrisas de retardo variable. Bajo el capó se instaló un nuevo motor V8 de 4.5 L que desarrollaba 155 HP (116 kilovatios), más una nueva batería de servicio.
En 1989 se introdujo un amplio rediseño exterior que incluía una mayor distancia entre ejes (alcanzando 113,8 pulgadas (289,1 cm)) para los sedanes. El motor de 4.5 L con 155 HP (116 kilovatios) (introducido un año antes), el salpicadero y las puertas delanteras (tanto en el cupé como en el sedán) fueron los únicos elementos que quedaron intactos, e incluso el volumen del maletero se incrementó en 2 pies cúbicos (0,1 m³).
El Cupé de Ville y el Fleetwood retuvieron el interior del año anterior, la distancia entre ejes y las puertas -todas muy bien integradas con los nuevos acabados delantero y trasero. Herencia del diseño anterior fue el estante trasero en los modelos de dos puertas. Mientras que el estante para paquetes en los modelos de cuatro puertas recibió un compartimiento de almacenamiento 'inspirado en Mercedes-Benz' dotado con una tapa, panel del reposacabezas del asiento trasero y una luz de freno horizontal alargada de tres focos, los modelos de dos puertas todavía tenían el estante alfombrado estrecho para colocar paquetes y la luz de freno de pedestal del año anterior. De especial interés fueron los guardabarros delanteros compuestos (plástico) resistentes a los golpes y las abolladuras en los estacionamientos, y pesaban menos que sus equivalentes de acero. Anteriormente, el equipo opcional que se hizo estándar para 1989 incluía espejos exteriores eléctricos y autorradio estéreo AM/FM/reproductor de casetes. Las nuevas opciones introducidas este año incluyeron una bolsa de aire en el lado del conductor, el reproductor de discos compactos Bose, un parabrisas con calefacción eléctrica y un juego de cuatro alfombrillas reversibles.
Para 1990, los DeVille y Fleetwood perdieron su columna de dirección telescópica, pero conservaron la función de inclinación a cambio de una bolsa de aire montada en el nuevo volante estándar tapizado con cuero. La potencia del motor aumentó en 25 caballos (25,3 CV) adicionales gracias a la inyección de combustible multipuerto secuencial. Los modelos de 1990 también recibieron el sistema de disuasión de robo PASS Key de GM, que utilizaba una pastilla electrónica codificada incrustada en la llave de encendido. Otras características nuevas para 1990 incluyeron un espejo de cortesía no iluminado en la visera del conductor (el espejo de la visera del lado del pasajero había sido equipo estándar durante décadas), protectores de borde de las puertas (anteriormente opcionales), apoyabrazos central delantero con espacio de almacenamiento y sillones reclinables manuales para el respaldo del conductor y el pasajero. Si bien al Lincoln Continental no le fue bien frente al DeVille, una nueva amenaza de ventas, dirigida directamente a Cadillac, provino del debut en 1990 del Lexus LS de Toyota y del Infiniti Q45 de Nissan. Además, el Acura Legend, la marca de gama alta de Honda, había ido ganando impulso en el mercado de lujo desde su introducción en 1986.
En 1991, un motor V8 de 4,9 litros y 200 HP (150 kW), el más grande de este tipo, se convirtió en el nuevo propulsor estándar. También era nueva la rejilla de diseño trapezoidal invertido (casi al revés del diseño trapezoidal del año anterior), y molduras de parachoques y laterales revisadas. La nueva parrilla tenía la forma familiar del propio escudo de Cadillac, una señal de estilo que continúa desde entonces. La rejilla ahora estaba unida al borde delantero del capó y se levantaba junto con este cuando se levantaba (similar a la solución de Mercedes-Benz). El pestillo secundario de liberación del capó estaba en la parte inferior de la rejilla, en lugar de su ubicación anterior sobre el faro del lado del pasajero. Además del nuevo motor y de un pequeño rediseño de la parte delantera, varias características previamente opcionales se convirtieron en estándar este año, incluido el sistema de frenos antibloqueo, rayas decorativas, cerradura automática de puertas, control de faros delanteros Twilight Sentinel, espejo retrovisor interior electrocrómico y desempañador eléctrico de la ventana trasera y de los espejos laterales. Las nuevas características estándar incluyeron rejillas de aire acondicionado en los asientos traseros, desbloqueo central de puertas desde la puerta del conductor y del compartimiento de equipaje, parasoles con extensiones deslizables sombreadas, interruptor de bloqueo de la ventana trasera, interruptor de seguridad de interbloqueo de freno/transmisión e indicador de vida útil del aceite a través del centro de datos de combustible. Otras características nuevas incluyeron el sistema de entrada sin llave a control remoto, y los espejos iluminados opcionales que pasaron a contar con un interruptor deslizante para controlar la iluminación de intensidad variable. El nuevo "DeVille Touring Sedan" se puso a disposición del público el 1 de abril de 1991, y solo se produjeron 1500 unidades de estas ediciones limitadas durante el año. Se ofreció en 5 esquemas de pintura monocromática: rojo carmín; blanco Cotillion; Negro; Gris pizarra oscuro metalizado; y Zafiro Negro Metalizado. Se instalaron llantas más grandes de aluminio forjado de 16"x6,5" con una corona y una tapa central, montando neumáticos radiales P215/60R16 Goodyear GA. También se utilizó un mecanismo de dirección con desarrollo 17:1 más rápido. El interior de color madera de haya específico del DeVille Touring Sedan tenía zonas de los asientos de cuero y un diseño revisado con soporte lumbar integral. Tanto el asiento del conductor como el del pasajero presentaban ajustadores eléctricos de seis posiciones y se podían reclinar eléctricamente. Este interior específico también contó con detalles de madera de nogal americano en las puertas y el panel de instrumentos. Una corona y un escudo colocados en la parrilla reemplazaron el adorno tradicional sobre el capó. Las molduras de las puertas laterales contaban con la inscripción "TOURING SEDAN" y los espejos retrovisores exteriores se pintaron del color de la carrocería. Las manijas deportivas de las puertas revisadas también estaban pintadas del color de la carrocería. El exterior revisado también incluyó una cubierta de cierre similar a la del STS y del Eldorado Touring Cupé.
Para 1992, el Touring Sedan continuó como una opción de edición limitada. Además de las características especiales incluidas en las 1500 unidades iniciales de 1991, los Touring Sedan (al igual que otros modelos de DeVille) tenían como equipo estándar el estéreo "Symphony Sound" con casete, mientras que el sistema de música opcional Delco/Bose estaba disponible con casete o con un reproductor de CDs con ranura. Introducida en 1992, la suspensión sensible a la velocidad y el control de tracción (ambos estándar en el Touring Sedan cuando se introdujeron en el modelo de 1991) estaban disponibles con un costo adicional en el DeVille. Unas 5300 unidades del Touring Sedan se produjeron en 1992.
El modelo de 1993 vio pocos cambios, ya que se acercaba una nueva versión revisada a fondo para 1994. La suspensión sensible a la velocidad previamente opcional, "Computer Command Ride" introducida el año anterior, se convirtió en equipo estándar, incluyendo un nuevo sistema de dirección sensible a la velocidad. Se hicieron cambios menores en el acabado, incluida la terminación opaca de la parrilla (utilizada en el Touring Sedan de 1992) y la eliminación de la tira cromada del divisor de vidrio en las puertas traseras del sedán. 1993 sería el último año para el Cupé de Ville, que ahora venía de serie con la opción de techo "cabriolé" previamente opcional (que cubría la mitad trasera del techo con vinilo acolchado). Presentado como un nivel de acabado de prestigio de la Serie 62 en el modelo del año 1949, el estilo de carrocería de dos puertas de tamaño completo del Cupé de Ville había estado disminuyendo en ventas durante varios años y, como resultado, el diseño de 1994 entró en producción únicamente con cuatro puertas. La producción cesó en julio de 1993.

### El último Cupé de Ville (1990-1993)

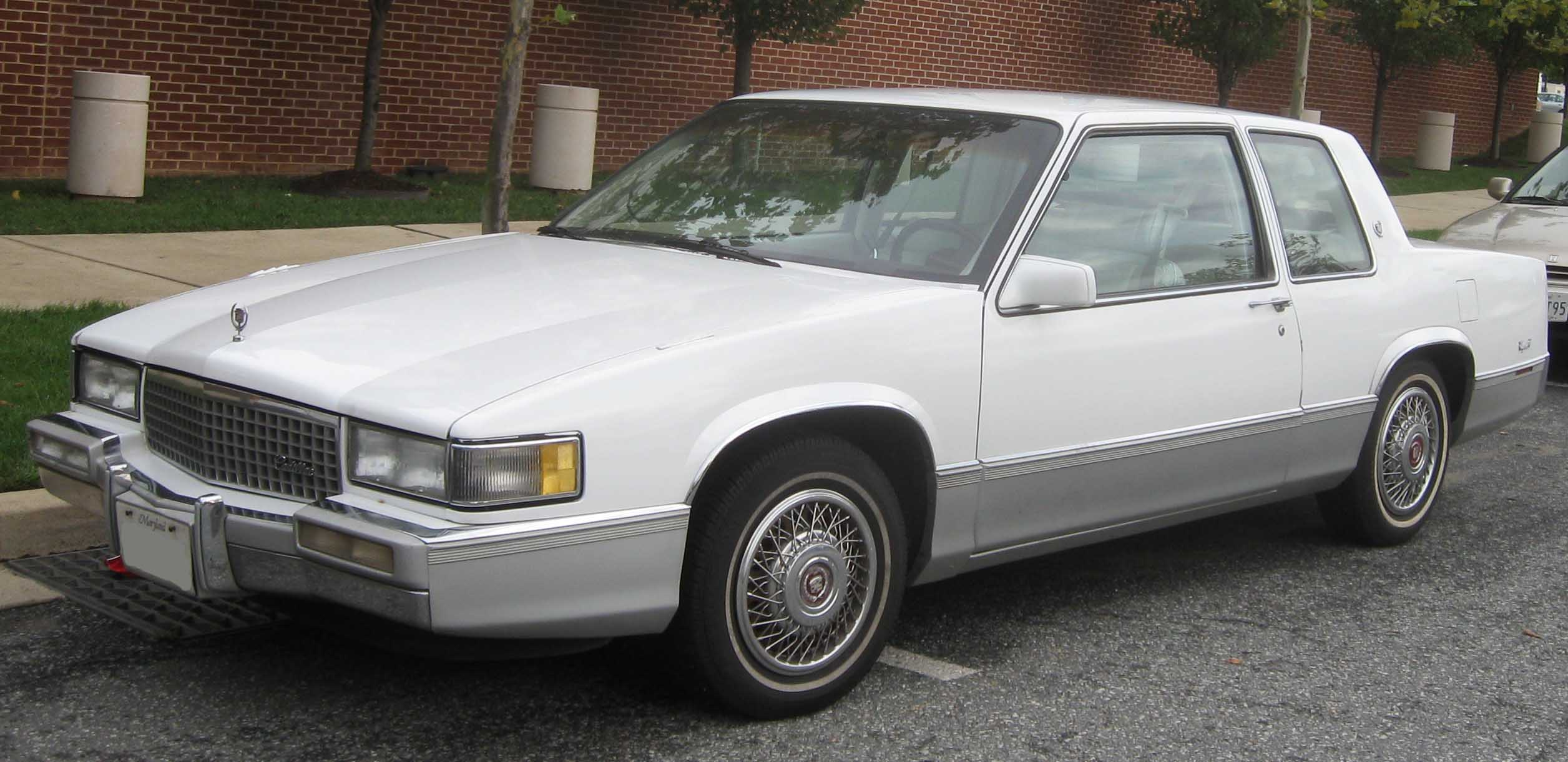
El Cupé de Ville final (1990-1993)

Cadillac construyó 17.507 unidades del Cupé de Ville y 2.429 unidades del Fleetwood Cupé en 1990. El techo opcional cabriolé (de serie en los Fleetwood) apareció en 3988 Cupés de Ville, mientras que la disposición de techo Phaeton se utilizó en los 4453 coches restantes. El techo Phaeton, esta vez en la versión convertible, se incluyó en la edición de primavera (con 4413 unidades construidas), que también incluyó asientos de cuero perforado. El color más popular para 1990 fue el Blanco Cotillón, con 5292 ejemplares fabricados, mientras que el color menos elegido fue el Gris Oscuro Medio, con solo 193 coches fabricados. Mientras que todos estos modelos de dos puertas llevaban los neumáticos Michelin orlados en blanco, al año siguiente contaría con unas ruedas de estilo estándar (similares a las del cupé del modelo hermano Fleetwood). Se produjeron 479 ejemplares de dos puertas para la exportación de ese año: 383 a Canadá, 81 a Japón, y otros 15 a Arabia Saudí. El Cupé de Ville de 1990 tenía un precio de 26.960 $; y el cupé Fleetwood de 32.400 $.
El precio base del último año de fabricación de esta versión estaba en 33.915 dólares. El declive de la popularidad de los cupés de tamaño completo llevó a que se dejara de fabricar la versión cupé.

### 1994-1999

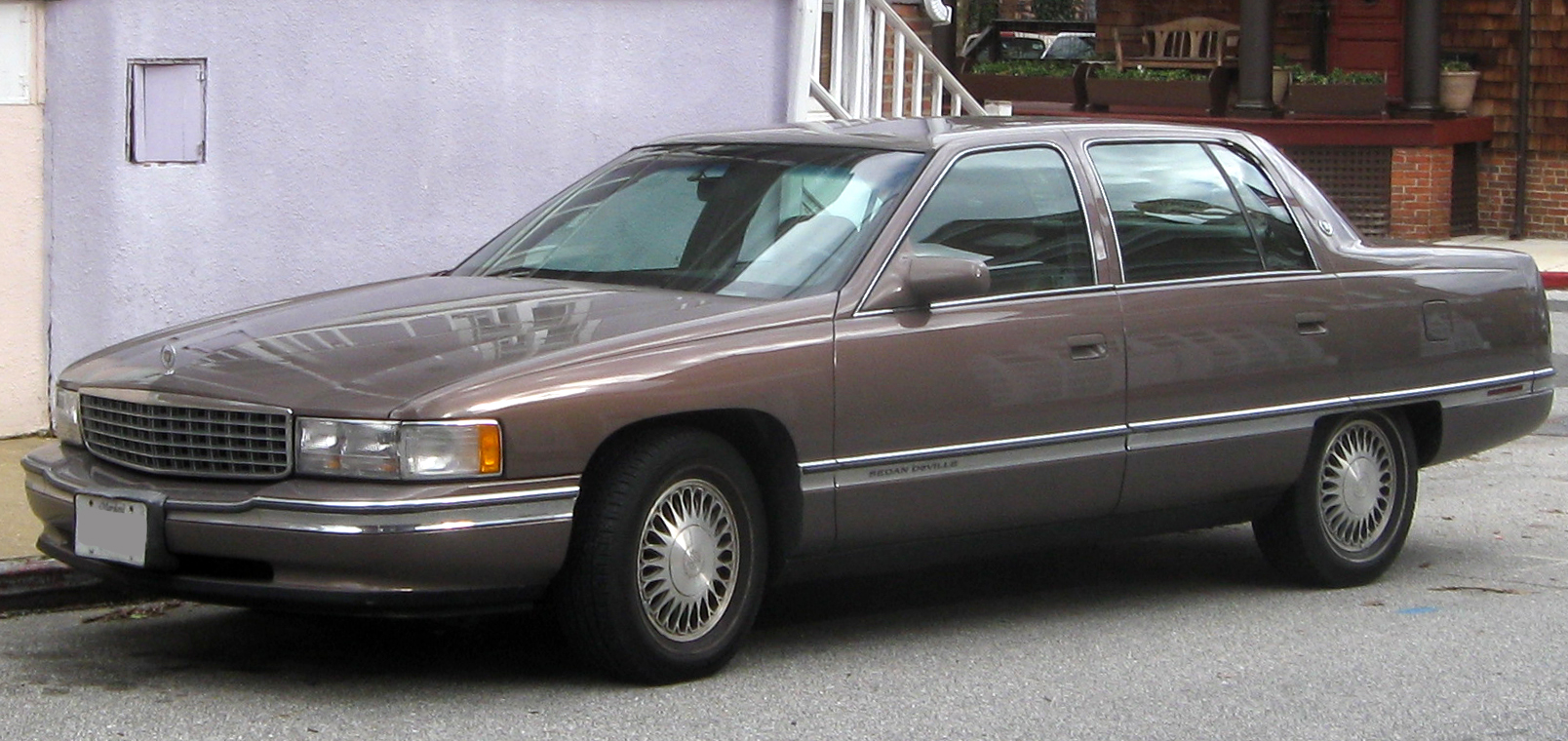
Cadillac DeVille (1994-1996)

Para 1994, cuando fue rediseñado por Chuck Jordan, el De Ville se remodeló para compartir la plataforma K con el Seville. la carrocería se revisó por completo, aunque la distancia entre ejes de 113,8 pulgadas (289,1 cm) se mantuvo en lugar de las 111 pulgadas (281,9 cm) utilizadas en el Seville. La producción se trasladó a Hamtramck (Míchigan).
El DeVille Concours estaba disponible con el nuevo motor V8 Northstar LD8 de 270 HP (201 kilovatios), mientras que en los otros modelos retuvieron el V8 L26 de 4.9 L hasta 1996. En ese año, el modelo base recibió los motores más bajos de la gama del Northstar, mientras que en los Concours estaba disponible el L37 Northstar de alto rendimiento, con 300 HP (224 kilovatios). Los Concours DeVille sustituyeron al Cadillac Sixty Special (1987-1993).
El DeVille recibió un lavado de cara para el año 1997, y añadió el d'Elegance a la gama para reemplazar al Cadillac Fleetwood. El nombre fue acortado de Sedan de Ville a DeVille. Se añadieron nuevos faros y una parrilla rediseñada, se retiraron las faldas de las ruedas traseras, el interior se renovó, y el ajuste negro/cromo fue reemplazado por un ajuste doble de cromo en el DeVille de base. Los detalles de cromo y oro fueron reservados para el d'Elegance, mientras que los cromados contrastaban con los colores de la carrocería en los Concours. El interior recibió un nuevo diseño del salpicadero, que ocultaba la instalación del airbag del pasajero, y los nuevos paneles de las puertas incluían las cubiertas laterales de los airbags frontales. Por último se disponía del sistema OnStar de aviso remoto de emergencia automático en caso de accidente. La producción de esta generación terminó en julio de 1999 con tres unidades exclusivas. Una de ellas, que había sido robada, apareció 11 años después en Orland (California), tras sufrir un accidente de tráfico.
| Modelo   | Año       | Motor            | Cilindrada | Potencia                                                     | Par                            |
| -------- | --------- | ---------------- | ---------- | ------------------------------------------------------------ | ------------------------------ |
| Base     | 1994–1995 | L26 V8           | 4.9 L      | 200 HP (149 kilovatios) a 4100 rpm                           | 275 lb·ft (373 N·m) a 3000 rpm |
| Base     | 1996–1999 | LD8 Northstar V8 | 4.6 L      | 275 HP (205 kilovatios) – 300 HP (224 kilovatios) a 5750 rpm | 300 lb·ft (407 N·m) a 4750 rpm |
| Concours | 1994      | LD8 Northstar V8 | 4.6 L      | 270 HP (201 kilovatios)                                      | 300 lb·ft (407 N·m)            |
| Concours | 1995      | LD8 Northstar V8 | 4.6 L      | 275 HP (205 kilovatios) a 5750 rpm                           | 275 lb·ft (373 N·m) a 4750 rpm |
| Concours | 1996–1999 | L37 Northstar V8 | 4.6 L      | 300 HP (224 kilovatios) a 6000 rpm                           | 295 lb·ft (400 N·m) a 4400 rpm |

### 2000-2005

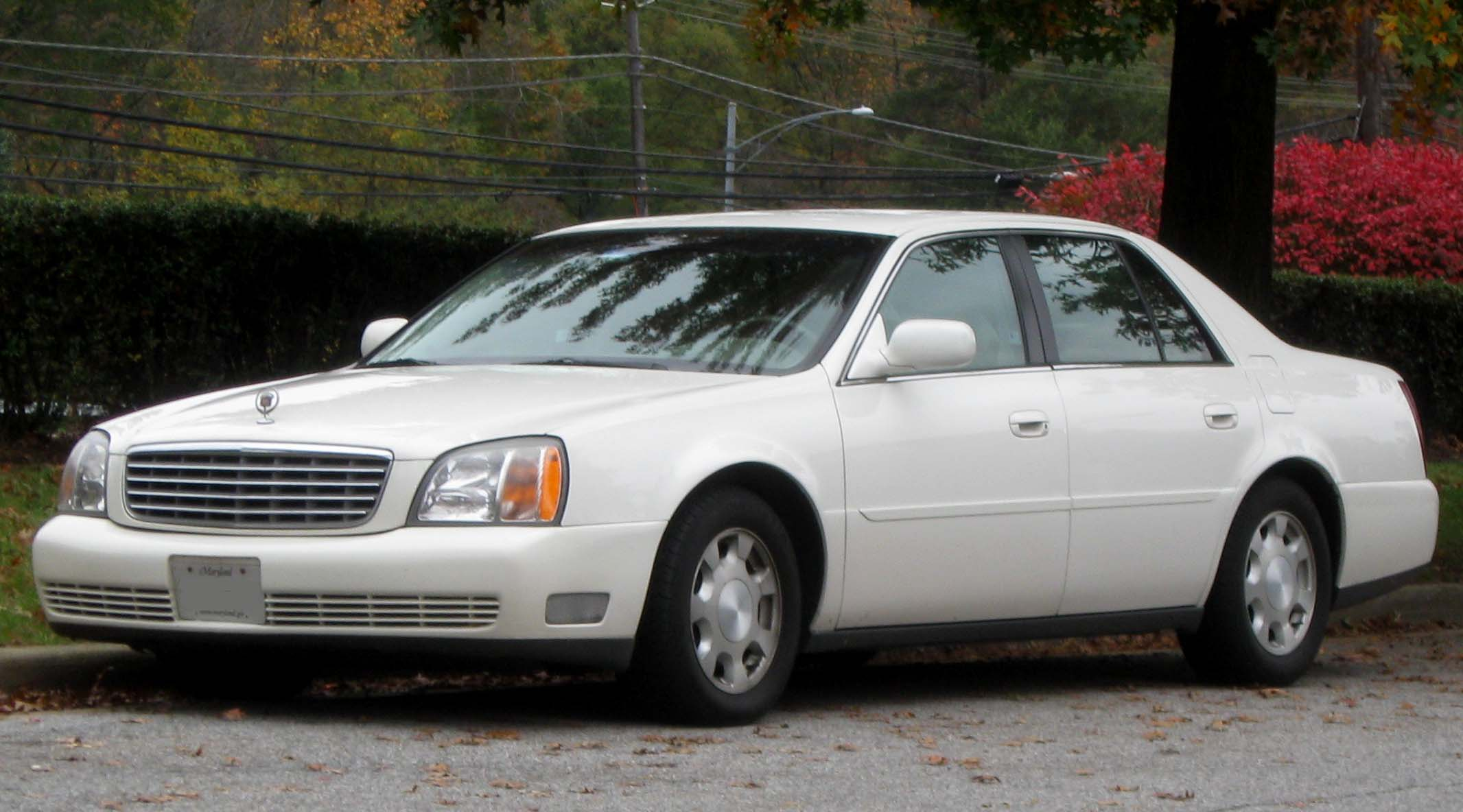
Cadillac DeVille (2000-2005)

El modelo del año 2000, diseñado por Wayne Cherry, experimentó una intensa renovación desde 1994. Esta generación marcó el paso de la plataforma K a la plataforma G. A pesar de este cambio, GM continuó refiriéndose a ella como plataforma K. La producción se inició en agosto de 1999. El exterior fue completamente rediseñado, con una configuración aerodinámica más deportiva, elegante y con un coeficiente aerodinámico mejorado de 0,30. El renovado interior era muy evidente en los nuevos paneles de las puertas y en los asientos, mientras que el aspecto del salpicadero y la radio solo recibió retoques menores. El DeVille del 2000 fue uno de los primeros coches de producción en ofrecer luces LED traseras, una característica que después se hizo cada vez más común entre los coches de lujo y los familiares. La designación d'Elegance fue sustituida por DeVille DHS (DeVille sedán de alto lujo), que añadía varias opciones de confort como el parasol eléctrico en la ventana trasera y asientos traseros calefactados y con masaje. El DeVille Concours de alto rendimiento pasó a llamarse DeVille DTS (DeVille Touring Sedan) y estaba disponible con control de estabilidad, suspensión activa, sistema de navegación a bordo y un sistema magnético para mejorar la eficacia de la suspensión.
En 2006 el DeVille fue sustituido por el Cadillac DTS (DeVille Touring Sedan). El DeVille fue el primer vehículo en incorporar un sistema de visión nocturna.
Todos los modelos montaron el motor V8 Northstar de 4,6 L:
| Modelo     | Año       | Código de motor | Potencia                           | Par                            |
| ---------- | --------- | --------------- | ---------------------------------- | ------------------------------ |
| Base / DHS | 2000      | LD8             | 275 HP (205 kilovatios) a 5750 rpm | 300 lb·ft (407 N·m) a 4750 rpm |
| Base / DHS | 2002–2005 | LD8             | 275 HP (205 kilovatios) a 5600 rpm | 300 lb·ft (407 N·m) a 4000 rpm |
| DTS        | 2000–2004 | L37             | 300 HP (224 kilovatios) a 6000 rpm | 295 lb·ft (400 N·m) a 4400 rpm |
| DTS        | 2005      | L37             | 290 HP (216 kilovatios) a 5600 rpm | 285 lb·ft (386 N·m) a 4400 rpm |